# 埃勒劳
埃勒劳（德語：Ellerau，德語發音：['ɛlə,raʊ]）是德国石勒苏益格－荷尔斯泰因州的一个市镇。总面积7.09平方公里，总人口5884人，其中男性2843人，女性3041人（2011年12月31日），人口密度830人/平方公里。